# Phetchabun (tỉnh)
Phetchabun (tiếng Thái: เพชรบูรณ์, đọc là Bét-cha-bun) là tỉnh (changwat) miền Bắc của Thái Lan. Tỉnh này giáp với các tỉnh (từ phía bắc theo chiều kim đồng hồ): Loei, Khon Kaen, Chaiyaphum, Lopburi, Nakhon Sawan, Phichit và Phitsanulok. Tên của tỉnh này có nghĩa là nhiều kim cương, tên cũ là Phuechapura, có nghĩa nhiều thóc lúa.

## Các đơn vị hành chính
Tỉnh được chia thành 11 huyện (amphoe). Các huyện được chia thành 117 xã (tambon) và 1261 làng (muban).
| 1. Mueang Phetchabun 2. Chon Daen 3. Lom Sak 4. Lom Kao 5. Wichian Buri 6. Si Thep | 1. Nong Phai 2. Bueng Sam Phan 3. Nam Nao 4. Wang Pong 5. Khao Kho |